# Sukamakmur (Siantar Marihat)
Sukamakmur is een bestuurslaag in het regentschap Pematang Siantar van de provincie Noord-Sumatra, Indonesië. Sukamakmur telt 3618 inwoners (volkstelling 2010).